# 68. Pulski filmski festival
68. festival igranog filma u Puli je godišnji filmski festival održan u Puli, Hrvatska. Održat će se od 17. srpnja 2021. do 24. srpnja 2021. godine.

## Ocjenjivački sud
- Paweł Pawlikowski, redatelj (predsjednik)
- Zrinka Cvitešić, glumica
- Mimi Plauché, direktorica Međunarodnog filmskog festivala u Chicagu
- Danilo Šerbedžija, redatelj
- Mirko Pivčević, direktor fotografije

## Programi

### Hrvatski program
- Murina, Antoneta Alamat Kusijanović
- Plavi cvijet, Zrinko Ogresta
- Po tamburi, Stanislav Tomić
- A bili smo vam dobri, Branko Schmidt
- Zora, Dalibor Matanić
- Menhetenska odiseja, Mario Vrbančić

### Međunarodni program
- Bad Luck Banging or Loony Porn, Radu Jude
- Games People Play, Jenni Toivoniemi
- Why Not You (Hochwald), Evi Romen
- South Wind 2: Speed Up, Miloš Avramović
- The Campaign, Marian Crisan
- Fox in a Hole, Arman T.Riahi
- Limbo, Ben Sharrock
- My Lake, Gjergj Xhuvani
- Thou Shalt Not Hate (Non odiare), Mauro Mancini
- Nowhere Special, Uberto Pasolini

## Nagrade

### Hrvatski program
- Velika zlatna arena za najbolji film : Plavi cvijet, Zrinko Ogresta
- Zlatna arena za režiju : Zrinko Ogresta, Plavi cvijet
- Zlatna arena za scenarij : Sandra Antolić, Ognjen Sviličić, Branko Schmidt, A bili smo vam dobri
- Zlatna arena za najbolju glavnu žensku ulogu : Vanja Ćirić, Plavi cvijet
- Zlatna arena za najbolju glavnu mušku ulogu :
- Zlatna arena za najbolju sporednu žensku ulogu : Danica Ćurčić, Murina
- Zlatna arena za najbolju sporednu mušku ulogu :
- Zlatna arena za kameru : Marko Brdar, Zora
- Zlatna arena za montažu : Tomislav Pavlic, Zora
- Zlatna arena za glazbu :  Alen Sinkauz, Nenad Sinkauz, Zora
- Zlatna arena za scenografiju :
- Zlatna arena za kostimografiju :

### Manjinske koprodukcije
- Zlatna arena za najbolji film u manjinskoj koprodukciji :
- Zlatna arena za režiju u manjinskoj koprodukciji :
- Zlatna arena za glumačko ostvarenje u manjinskoj koprodukciji :

## Više informacija
- Festival igranog filma u Puli

## Vanjske poveznice
- službeno mrežno mjesto